# It's Gonna Be Me
"It's Gonna Be Me" (2000) is de tweede single van het album "No Strings Attached", door *NSYNC. Het nummer was de enige Billboard Hot 100 nummer 1-hit voor de groep.

## Video
De videoclip van de single begint in een speelgoedzaak waarin elk lid van de groep als pop in een doos staat, zoals op de cover van het album.

## Tracks
1. "It's Gonna Be Me"
2. "It's Gonna Be Me" (Instrumentaal)
3. "This Is Where the Party's At"
4. "Bye Bye Bye" (Teddy Riley Mix)